# Олександр (відеогра)
Олександр (англ. Alexander) — відеогра у жанрі стратегія в реальному часі / RPG, розроблена компанією GSC Game World і видана компаніями GSC World Publishing і Ubisoft 20 листопада 2004. Є офіційною грою за фільмом Олівера Стоуна Олександр.

## Ігровий процес

### Основний
Гравець може зіграти в одиночну кампанію і битви з комп'ютерним супротивником, а також може зіграти в мультиплеєр.
Гравець розвиває свою економіку, з чиєю допомогою створює армію для боротьби з ворогом.
У грі існує кілька ресурсів: їжа, дерево, камінь, золото і залізо. Вони можуть видобуватися як селянами, так і купуватися на ринку.
Істотною відмінністю гри від інших стратегій є підвищене значення загонів. Воїни починають отримувати мораль, потрапивши до їх складу. Також на загони поширюються посилення від героїв (вони ж командири). Для піхоти розмір загонів становить 36, 64 і 100 бійців, для кінноти 20, 30 і 42. Також загони з часом набирають досвід. У грі існує 2 види строїв: агресивний і захисний.

### Одиночна кампанія
У цьому режимі гравцеві надана можливість зіграти в 4 різні ігрові кампанії, присвячених кожній фракції. Тільки кампанія за Македонію створена на основі історичних подій, інші є варіаціями на тему альтернативної історії.

### Ігрові фракції
У грі представлені 4 ігрових фракції:
- Єгиптяни
- Індійці
- Македонці
- Перси

Кожна з цих фракції має набір загальних юнітів, але при цьому залишилися юніти, які істотно відрізняються один від одного.

### Герої
Кожна з фракцій має вибір з 3 героїв, хоча можуть використовувати тільки одного. Кожен з них володіє трьома видами здібностей, які розвиваються за рахунок очок досвіду.
У кампанії досвід розподіляється на початку наступної місії і виходить за своєчасність виконання місії, виконання всіх завдань місії і ефективність бойових дій.
В одиночних місіях і мультиплеєрі очки досвіду нараховуються тільки за ворогів, убитих гравцями, хоча бажано, щоб битва проходила недалеко від героя.
Герої Єгипту:
- Нектанеба: єгипетський фараон. Займається цілительством, діючи як самостійно, так і покращуючи священиків. Також він прискорює відновлення навколишніх військ, і може знизити його у супротивника.

- Хоремхеб: різноплановий герой, який не має певної спеціалізації. Підвищує видобуток золота, а також захист колісниць. Може на час знизити мораль у оточенні ворожих військ.

- Азельмікос: прискорює виробництво піхоти, також може підвищувати показник її захисту та знижувати у противника в деякому радіусі.

Герої Індії:
- Пор : індійський цар. Підвищує життя у бойових слонів, також прискорює власних солдатів. У навколишніх слонів третьою здатністю підвищує захист.

- Самбуса: син Пора. Знижує вартість кавалерії, підвищує її захист і на час прискорює своє оточення війська.

- Абісар: індійський цар, союзник Пора. Впливаючи на селян, може підвищити видобуток їжі, також має здатність підвищувати і знижувати мораль в деякому радіусі.

Герої Македонії:
- Олександр Македонський : посилює атаку важкої піхоти, підвищує мораль всім своїм військам а також союзникам.
- Птоломей : піхотний командир. Підвищує їх захист, додає життя своїм військам і на час знижує швидкість атаки противника.
- Парменіон : в сферу його впливу входять флот і будівлі. Може підвищувати захист кораблів і захищеність будівель. Крім цього може відновлювати здоров'я своїм юнітам.

Герої Персії
- Дарій III : цар персів. Впливає як на економіку, так і на військову справу. У першому випадку підвищує видобуток каменю. У другому знижує захист супротивника як пасивно, так і застосовуючи спеціальну здатність.

- Охус: син Дарія. Збільшує дальність стрільби кораблів і стрільців. Також може тимчасово знизити швидкість пересування ворожих військ.

- Бесс : Бактрійський сатрап Дарія. Є кавалерійським командиром. Підвищує її атаку і захист, може знизити мораль ворожих військ. Останньою здатністю в деякому радіусі є підвищення атаки своїх кавалеристів.

## Рецензії
Найбільший російський портал ігор Absolute Games поставив грі 87 %. Оглядач зазначив цікавий ігровий сплав RTS і варгейм, гарну графіку й ігровий баланс.
Вердикт: 
|  | Вийшла гра практично без недоліків. Динамічні місії, розбавлені відеороликами з фільму, вдало вписуються в оповідання, затягують з головою. Можна причепитися до роботи штурмових гармат, не завжди витримують відстань до цілі, назвати невдалим саундтрек (під час битв він не змінюється, селяни на ниві махають косою під ті ж звуки), висловити Фі. з приводу нудних походів у храм, посваритися на нестабільність? Але це всього лише причіпки, нітрохи не зменшують цінність Олександра. |

Журнал Ігроманія Поставив грі 7 балів з 10-ти, зробивши такий висновок: 
|  | Середня у всіх відносинах стратегія. Нетипово для GSC Game World, від якої ми звикли отримувати одні лише хіти. Проте ж для фанатів Олівера Стоуна, Коліна Фаррела, а також багатотисячних юніт-масовок в самий раз. |